# Condado de Posey
O Condado de Posey é um dos 92 condados do estado americano de Indiana. A sede do condado é Mount Vernon, e sua maior cidade é Mount Vernon. O condado possui uma área de 1 086 km² (dos quais 28 km² estão cobertos por água), uma população de 27 061 habitantes, e uma densidade populacional de 26 hab/km² (segundo o censo nacional de 2000). O condado foi fundado em 1814.